# Morskie przejście graniczne Gdańsk-Górki Zachodnie
Morskie przejście graniczne Gdańsk-Górki Zachodnie – znajduje się w Gdańsku przy ul. Stogi 20. Może się na nim odbywać ruch osobowy morskimi statkami sportowymi i towarowy statkami rybackimi o polskiej przynależności, wykonującymi rybołówstwo morskie. Przejście obsługuje przede wszystkim ruch graniczny przystani w Górkach Zachodnich, będącej częścią portu morskiego Gdańsk.
Przejście zostało formalnie ustanowione w 1961 roku. Obsługiwane jest przez Morski Oddział Straży Granicznej – placówkę w Gdańsku.
W 2008 roku dokonano tu ok. 100 przekroczeń granicy. 
W 2006 roku dokonano 587 kontroli jednostek rybackich (statki rybackie, kutry i łodzie) oraz 176 kontroli jachtów i łodzi sportowych.